# Обуркі (Пясечинський повіт)
Обуркі (пол. Obórki) — село в Польщі, у гміні Констанцин-Єзьорна Пясечинського повіту Мазовецького воєводства.
Населення — 102 особи (2011).
У 1975-1998 роках село належало до Варшавського воєводства.

## Демографія
Демографічна структура станом на 31 березня 2011 року:
|          | Загалом | Допрацездатний вік | Працездатний вік | Постпрацездатний вік |
| -------- | ------- | ------------------ | ---------------- | -------------------- |
| Чоловіки | 54      | 14                 | 34               | 6                    |
| Жінки    | 48      | 9                  | 25               | 14                   |
| Разом    | 102     | 23                 | 59               | 20                   |